# Derhachi (huyện)
Huyện Derhachi (tiếng Ukraina: Дергачівський район, chuyển tự: Derhachis’kyi raion) là một huyện của tỉnh Kharkiv thuộc Ukraina. Huyện Derhachi có diện tích 900 kilômét vuông, dân số theo điều tra dân số ngày 5 tháng 12 năm 2001 là 98600 người với mật độ 110 người/km2. Trung tâm huyện nằm ở Derhachi.